# Грб општине Мерошина
Грб општине Мерошина користи се у три нивоа: Мали (Основни) грб, Средњи грб и Велики грб.
Блазон Малог грба гласи: мали (основни) грб се састоји од штита и грбовне слике на њему. Грбовна слика садржи два симбола: бронзана глава царице Теодоре и дрво вишње.
Блазон Средњег грба гласи: на штиту средњег грба налазе се два суштинска симбола: бронзана глава царице Теодоре и дрво вишње.
На нивоу средњег грба штит је надвишен златном бедемском круном без мерлона, која означава самосталност општине, а боја и кренелација су карактеристичне за насеља преко 10000 становника. Флорални венац који окружује штит чине природне гране облачинске вишње у плоду, најкарактеристичније биљне врсте за ово поднебље које представља симбол плодности и благородности, а све је обавијено црвеном траком са именом општине исписаним златом.
Блазон Великог грба гласи: на штиту, најважнијем елементу грба, налазе се два суштинска симбола: 
1. бронзана глава царице Теодоре, која осим чувене археолошке ископине са ових простора симболички означава древност насеобине на овом месту.
2. дрво вишње, по којој је Мерошински крај надалеко познат, представљено олистало и у плоду симбол је живота, процвата и трајања кроз векове.

Штит је надвишен златном бедемском круном без мерлона, која означава самосталност општине, а боја и кренелација су карактеристичне за насеља преко 10000 становника.
На великом грбу штит је праћен следећим параферналијама:
1. десни држач штита је јастреб раширених крила, алузија на топоним Јастрепца, планине чијим је масивом окружена Мерошина,
2. леви држач је вук, представник локалне фауне,
3. оба држача су симбол храбрости и реминисценција на херојске традиције одбрамбених ратова, чија одлучност је потенцирана тиме што су оба држача осврнута.
4. Десни стег је застава Србије, а леви је застава Мерошине, оба су односа страница 1:1, златом оперважена и вију се са златом окованог копља.
5. Постамент чине карактеристични брежуљкасти рељеф, из кога се уздиже масив планине Јастребац, а стилизованим плавим и сребрним таласастим гредама је представљено Облачинско језеро као туристички потенцијал, а у ширем смислу наглашава хидролошко богатство краја.
6. У подножју се налази сребрна изувијана трака са именом општине.

Симболика боја: Основне боје грба Мерошине су златна и зелена.
Злато означава природна богатства, честитост, чистоту, непролазност вредности и веру 
у будућност.
Зелено је боја природе, здравља, живота, а алузија је на пољопривреду као основну
делатност.
Застава општине је квадратног облика  следећег блазона: на њој су, на зеленој основи бронзана глава Царице Теодоре, која осим чувене архелолошке ископине са ових простора симболички означава древност насеобине на овом месту, а на златној подлози дрво вишње представљено олистало и у плоду симбол је живота, процвата и трајања кроз векове.